# Кароліна Нассау-Узінгенська
Кароліна Поліксена Нассау-Узінгенська (нім. Karoline Polyxene von Nassau-Usingen; 4 квітня 1762 — 17 серпня 1823) — принцеса Нассау-Узінгена з Нассауського дому, донька князя Нассау-Узінгена Карла Вільгельма та графині Кароліни Феліції, дружина ландграфа Гессен-Кассельського Фрідріха.

## Біографія
Кароліна Поліксена народилась 4 квітня 1762 року в замку Бібріх другою дитиною та старшою донькою в родині спадкоємного принца Нассау-Узінгена Карла Вільгельма та його дружини Кароліни Феліції. Князівством в цей час правив її дід Карл, одружений другим морганатичним шлюбом.
Мала старшого брата Карла Вільгельма, який помер, коли їй не виповнилося і року. Згодом народилася молодша донька Луїза Генрієтта та син, який прожив недовго.
У 1775 році батько став правлячим князем Нассау-Узінгена.
У 24-річному віці Кароліна Поліксена стала дружиною 39-річного принца Гессен-Кассельського Фрідріха. Наречений доводився молодшим братом правлячому ландграфу Вільгельму I та в минулому був вояком данської армії. Весілля відбулося 2 грудня 1786 у Бібріху. Оселилися молодята у замку Румпенхайм, де закінчувалася реконструкція. У шлюбі народила восьмеро дітей.
У 1790-х її чоловік певний час перебував на голландській службі, і родина жила у Маастріхті, де він був губернатором. Згодом вийшов у відставку. У 1803 році отримав право на титул ландграфа, після того, як його старший брат проголосив себе курфюрстом Гессену.
Кароліна Поліксена пішла з життя у 61-річному віці 17 серпня 1823 року. Була похована в мавзолеї Румпенхайму в Оффенбаху. У лютому 1864 року всі поховання з мавзолею були перенесені до могили за замковою кірхою.

## Родина
Чоловік — Фрідріх, ландграфа Гессен-Кассельський
Діти:
- Вільгельм (1787—1867) — генерал від інфантерії данської армії, губернатор Копенгагена, був одружений із данською принцесою Луїзою Шарлоттою, мав шестеро дітей;
- Карл Фрідріх (1789—1802) — прожив 13 років;
- Фрідріх Вільгельм (1790—1876) — генерал кінноти прусської армії, губернатор Люксембургу, одруженим не був, дітей не мав;
- Людвіг Карл (1791—1800) — прожив 8 років;
- Георг Карл (1793—1881) — генерал кінноти прусської армії, губернатор Магдебургу, одруженим не був, дітей не мав;
- Луїза (1794—1881) — дружина графа Георга фон дер Декена, генерала кінноти ганноверського війська, дітей не мала;
- Марія (1796—1880) — дружина великого герцога Мекленбург-Штреліцу Георга, мала четверо дітей;
- Августа (1797—1889) — дружина герцога Кембриджського Адольфа Фредеріка, мала трьох дітей.